# Köyceğiz, Köyceğiz
Köyceğiz là một xã thuộc huyện Köyceğiz, tỉnh Muğla, Thổ Nhĩ Kỳ. Dân số thời điểm năm 2011 là 938 người.